# Bourneville-Sainte-Croix
Bourneville-Sainte-Croix est une commune nouvelle française, constituée le 1er janvier 2016, située dans le département de l'Eure en région Normandie.

## Géographie

### Description
La commune, limitrophe de la Seine-Maritime  est située en rive gauche de la Seine à l’extérieur de l’avant-dernier  méandre, sur  le  plateau  du  Roumois, à une dizaine de kilomètres au nord-est de Pont-Audemer, une quarantaine de kilomètres de Rouen et 35 km au nord de Bernay. Elle fait partie du parc naturel régional des Boucles de la Seine normande.
La commune est desservie depuis 2019 par un échangeur complet Bourneville-Sainte-Croix sur l'autoroute A13, qui permet aux automobilistes d’aller vers Caen ou de sortir cette ville,. Le département a implanté à  proximité de cet échangeur une aire de covoiturage.

### Communes limitrophes
|                                | Vieux-Port, Aizier       | Vatteville-la-Rue (Seine-Maritime) |
| Tocqueville Trouville-la-Haule | Bourneville-Sainte-Croix | Étréville                          |
| Fourmetot                      | Valletot                 | Saint-Martin-du-Tilleul            |

### Hydrographie
La commune est située dans le bassin Seine-Normandie. Elle n'est drainée par aucun cours d'eau,.

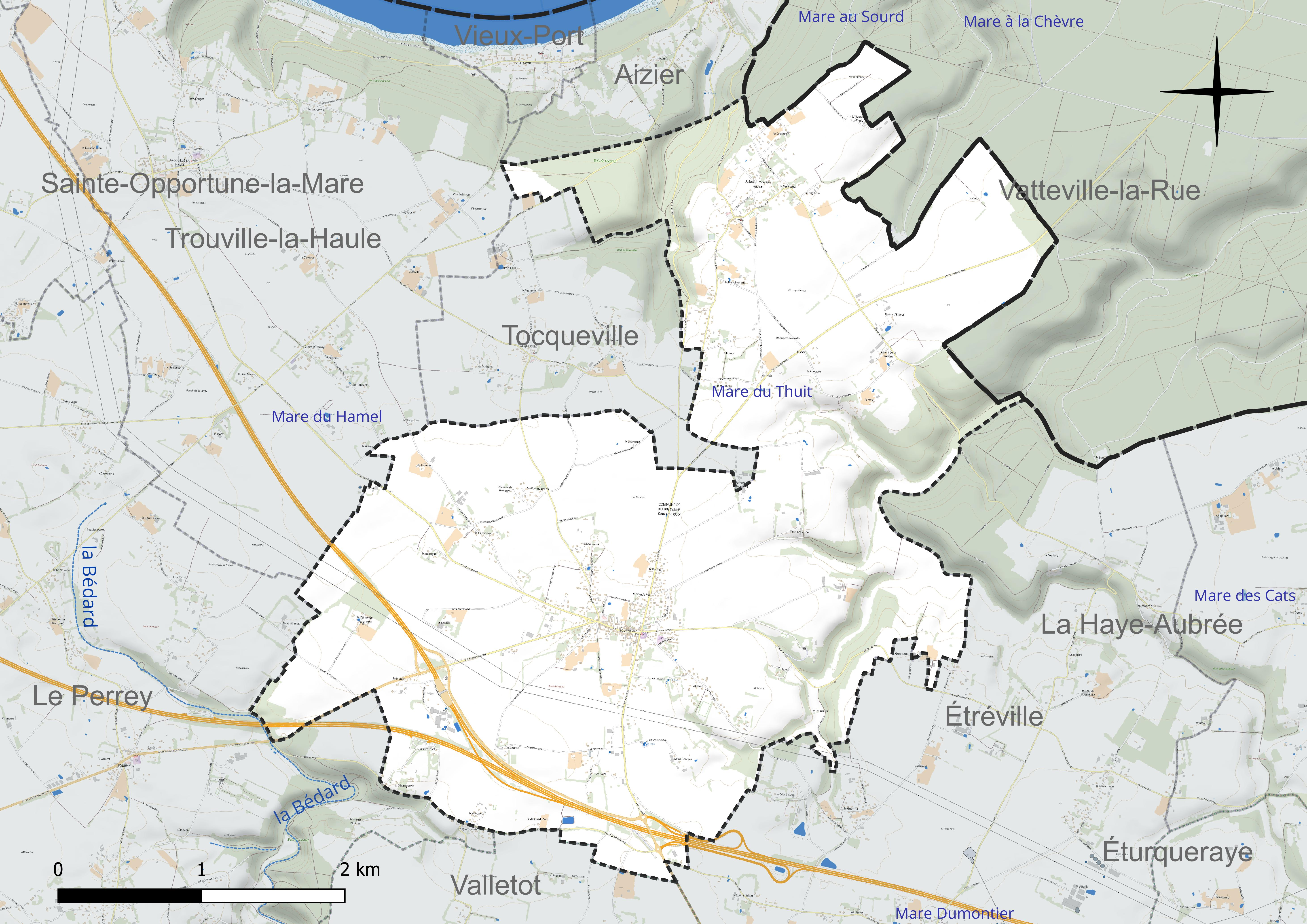
Réseau hydrographique de Bourneville-Sainte-Croix.

Un plan d'eau complète le réseau hydrographique : la mare du Thuit (0 ha),.

### Climat
Pour des articles plus généraux, voir Climat de la Normandie et Climat de l'Eure.
En 2010, le climat de la commune est de type climat océanique franc, selon une étude du CNRS s'appuyant sur une série de données couvrant la période 1971-2000. En 2020, Météo-France publie une typologie des climats de la France métropolitaine dans laquelle la commune est exposée à un climat océanique et est dans la région climatique  Côtes de la Manche orientale, caractérisée par un faible ensoleillement (1 550 h/an) ; forte humidité de l’air (plus de 20 h/jour avec humidité relative > 80 % en hiver), vents forts fréquents. Parallèlement le GIEC normand, un groupe régional d’experts sur le climat, différencie quant à lui, dans une étude de 2020, trois grands types de climats pour la région Normandie, nuancés à une échelle plus fine par les facteurs géographiques locaux. La commune est, selon ce zonage, exposée à un « climat contrasté des collines », correspondant au Pays d’Auge, Lieuvin et Roumois, moins directement soumis aux flux océaniques et connaissant toutefois des précipitations assez marquées en raison des reliefs collinaires qui favorisent leur formation.
Pour la période 1971-2000, la température annuelle moyenne est de 10,2 °C, avec  une amplitude thermique annuelle de 13,5 °C. Le cumul annuel moyen de précipitations est de 884 mm, avec 13,2 jours de précipitations en janvier et 8,5 jours en juillet. Pour la période 1991-2020, la température moyenne annuelle observée sur la station météorologique la plus proche, située sur la commune de Petiville à 8 km à vol d'oiseau, est de 12,0 °C et le cumul annuel moyen de précipitations est de 844,9 mm,. Pour l'avenir, les paramètres climatiques de la commune estimés pour 2050 selon différents scénarios d’émission de gaz à effet de serre sont consultables sur un site dédié publié par Météo-France en novembre 2022.

### Milieux naturels et biodiversité
La commune fait partie du parc naturel régional des Boucles de la Seine normande.

## Urbanisme

### Typologie
Au 1er janvier 2024, Bourneville-Sainte-Croix est catégorisée bourg rural, selon la nouvelle grille communale de densité à 7 niveaux définie par l'Insee en 2022.
Elle est située hors unité urbaine. Par ailleurs la commune fait partie de l'aire d'attraction de Pont-Audemer, dont elle est une commune de la couronne,. Cette aire, qui regroupe 34 communes, est catégorisée dans les aires de moins de 50 000 habitants,.

## Toponymie
Bourneville : Le nom de la localité est attesté sous les formes latinisées Burnenvilla et Burnevilla au XIIe siècle.
Sainte-Croix : Le nom de la localité est attesté sous la forme Sancta Crux en 1025 (charte de Richard II).

## Histoire
En 2015, Didier Lannoy, maire de Sainte-Croix-sur-Aizier avait proposé à Bourneville la fusion de leurs communes, qui partageaient déjà l'école, sous le régime d'une commune nouvelle. Cette fusion était également destinée à éviter que les communes soient intégrées contre leur gré à d'autres collectivités et à permettre une bonification des dotations de l'État
L'arrêté préfectoral du 4 octobre 2015 a officiellement créé la commune nouvelle qui a été installée le 1er janvier 2016.

## Politique et administration

### Rattachements administratifs et électoraux
Bourneville-Sainte-Croix fait partie de l'arrondissement de Bernay du département de l'Eure.
Pour les élections départementales, la commune fait partie du canton de Bourg-Achard.
Pour l'élection des députés, elle fait partie de la troisième circonscription de l'Eure.

### Intercommunalité
La commune nouvelle a fait partie en 2016 de la petite communauté de communes de Quillebeuf-sur-Seine, dont étaient membres avant la fusion les communes de Bourneville  et de Sainte-Croix-sur-Aizier.
Dans le cadre des prescriptions de la loi portant nouvelle organisation territoriale de la République (Loi NOTRe) du 7 août 2015 prescrit, dans le cadre de l'approfondissement de la coopération intercommunale, que les intercommunalités à fiscalité propre doivent, sauf exceptions, regrouper au moins 15 000 habitants, cette intercommunalité fusionne avec ses voisines pour former, le 1er janvier 2017, la communauté de communes Roumois Seine, dont la commune est désormais membre.

### Liste des maires
| Période      | Période                       | Identité           | Étiquette | Qualité |
| ------------ | ----------------------------- | ------------------ | --------- | --- |
| janvier 2016 | En cours (au 10 octobre 2020) | Gwendoline Presles | SE        | Maire de Bourneville (2014 → 2015) Vice-présidente de la CC Roumois Seine (2020 → ) Réélue pour le mandat 2020-2026, |

### Communes déléguées
Les deux anciennes communes sont devenues des communes déléguées de la commune nouvelle

## Population et société

### Démographie
| 1968 | 1975 | 1982 | 1990 | 1999 | 2007  | 2012  | 2017  |
| ---- | ---- | ---- | ---- | ---- | ----- | ----- | ----- |
| 687  | 832  | 914  | 883  | 930  | 1 090 | 1 210 | 1 291 |

### Enseignement
Le département réalise un collège qui devrait ouvrir en 2022 et qui remplacera celui de Manneville. Ce collège, d’une capacité de 800 élèves, comptera également deux classes de section d’enseignement général et professionnel adapté (Segpa) et portera le nom de Louise-Michel. L’investissement s’élève à 16,5 millions d’euros,.
L'équipement bénéficiera de la proximité d'un gymnase réalisé par l'intercommunalité pouur un budget de 2,2 millions d'euros,.

## Économie
La communauté de communes Roumois Seine crée en 2020 une zone d'activité à Bourneville-Sainte-Croix  disposant d'un accès aisé à l'autoroute A13

## Culture locale et patrimoine

### Lieux et monuments
- L'if situé dans le cimetière de Bourneville  Site classé (1930)[31].